# Parahalosydna pleiolepis
Parahalosydna pleiolepis är en ringmaskart som först beskrevs av Marenzeller 1879.  Parahalosydna pleiolepis ingår i släktet Parahalosydna och familjen Polynoidae. Inga underarter finns listade i Catalogue of Life.